# Лето, когда я научилась летать (роман)
Лето, когда я научилась летать (серб. Leto kada sam naučila da letim) — роман сербской писательницы Ясминки Петрович для подростков. Это роман о взрослении, написанный в форме дневника тринадцатилетней девочки Софии из Белграда, которая проводит летние каникулы с бабушкой в Хваре. Впервые он был публикован в 2015 году в белградском издательстве «Креативни центар». Роман удостоился хвалебных отзывов критиков и ряда литературных премий. Стал бестселлером и был неоднократно переиздан, в том числе с использованием шрифта Брайля. Роман переведён на несколько европейских языков. Был адаптирован для театральной постановки и экранизирован в 2022 году. 

## Сюжет
Тринадцатилетняя София проводит лето с бабушкой Марией и её сестрой Луцией в прибрежном хорватском городе Хваре. Поначалу она воспринимает эту поездку, как наказание. Она скучает по оставшимся в Белграде друзьям и сожалеет, что не смогла поехать с ними в летний лагерь. Постепенно ей становится всё интереснее проводить лето в приморском городке, где, как она выясняет, у неё есть родственники, о которых она даже не знала. Кроме того, постепенно раскрывается трагическая история, из-за которой бабушка Мария четверть века не возвращалась в родной город, а родственники прекратили общение.
Во время летнего отдыха София встречает новых друзей, переживает романтические переживания и много размышляет о том, что такое дружба.

## Награды и критика
Ясминка Петрович одна из самых известных и популярных современных писательниц Сербии. Её книги включены в школьную программу Сербии, переведены почти на 30 иностранных языков и удостоены ряда региональных и международных наград. Роман «Лето, когда я научилась летать» стал одним из самых успешных для неё. По состоянию на 2024 год он стал бестселлером, выдержав 12 изданий.  Профессиональная критика высоко оценила роман и удостоила его комплиментарными рецензиями.
| Год  | Награда               |
| ---- | --------------------- |
| 2016 | Невен                 |
| 2016 | Мали принц            |
| 2016 | Доситејево перо       |
| 2016 | Мали принц            |
| 2016 | Сребрно Гашино перо   |
| 2016 | Знак The White Ravens |

## Адаптации
- Радиопостановка «Лето, когда я научился летать», «Радио Белград 1» (2017)
- Спектакль «Лето, когда я научилась летать» (2019)[11]
- Фильм «Лето, когда я научилась летать[серб.]», режиссёр Радивое Андрич[серб.] (2022)